# 佔缺
佔缺（英語：Acting rank），原為軍事術語，用來形容某軍階較低的軍人擔任原則上由較高之軍階擔任的職務。例如連長原則上由上尉擔任，但中尉也可先行擔任連長職務；大多數會在若干時日資格符合後，升任上尉，繼續擔任連長。以中尉擔任上尉連長之職位，即可稱為佔缺。
後形容政治中，職等較低者先行擔任較高職缺之職務。如為文官，常稱為「代理」、「署理」或「權理」。